# La Gloria (Colombia)
La Gloria è un comune della Colombia facente parte del dipartimento di Cesar.
Il centro abitato venne fondato da Benito Torices Bermudez, Juan Cruz Uribe, Gregorio Arias e Hermógenes Maza nel 1800, mentre l'istituzione del comune è del 1888.

## Biblioburro
A La Gloria esiste una biblioteca mobile, fondata da un insegnante locale, tale Luis Soriano, soprannominato dai locali el profesor, che due volte la settimana distribuisce libri in prestito agli abitanti trasportandoli a dorso di due asini: Alfa e Beto. La biblioteca itinerante è chiamata Biblioburro (burro in lingua spagnola significa "asino").